# Konstantin von Hoenning O’Carroll
Konstantin Friedrich August Freiherr von Hoenning O’Carroll, eigentlich Constantin von Hoenning O’Carroll, (* 16. April 1841 in Bettmar; † 6. November 1925 in Teichnitz) war ein sächsischer Generalleutnant.

## Leben

### Herkunft
Er entstammt der alten thüringischen Familie Hoenning. Seine Eltern waren der großherzoglich-Sächsische Kammerherr Karl August Johann Emil von Hoenning (* 26. März 1809; † 21. Januar 1861) und dessen Ehefrau Mathilde Riesmann (* 16. Dezember 1812; † 26. Juli 1855). Sein Vater erhielt am 26. Juni 1859 die hannoverischer Erlaubnis den Beinamen O'Carroll zu tragen.

### Karriere
Konstantin von Hoenning O’Carroll trat im Alter von 18 Jahren, am 1. Mai 1859, als Portepeejunker in das Garde-Reiter-Regiment der sächsischen Armee ein. Zu diesem Zeitpunkt wurde ein Großteil der sächsischen Armee aufgrund des baldigen Konflikts zwischen Frankreich und Österreich mobilisiert und von Hoenning O’Carroll wurde mit seinem Regiment dem Reserve-Kontingent unter Generalmajor Hans von Egidy-Geißmar gestellt, welches erst beim Ausmarsch der mobilen Truppen marschbereit gemacht werden sollte. Durch Einmischung von Preußen aber konnte die Beteiligung der deutschen Kleinstaaten verhindert werden, weshalb die sächsische Armee sich schon wenig später demobilisierte. Fähnrich von Hoenning O’Carroll blieb aber in der Armee und wurde am 24. Februar 1860 zum Leutnant beim 3. Reiter-Regiment befördert. Er nahm 1866 in seinem Regiment am Krieg gegen Preußen teil, ohne jedoch vor größere Aufgaben gestellt zu werden. Nach der Niederlage des Königreichs Sachsen wurde die sächsische Armee neuorganisiert und Leutnant von Hoenning O’Carroll wurde bei Beförderung zum Oberleutnant am 9. Februar 1867 als Adjutant der 2. Kavallerie-Brigade Nr. 24 unter Generalmajor Moritz von Biedermann übertragen.
Er verblieb die nächsten Jahre in dieser Eigenschaft und zog 1870 unter dem Brigadekommandeur Senfft von Pilsach in den Krieg gegen Frankreich, wo er bei den Schlachten von Gravelotte, Verdun, Buzancy, Nouart, Beaumont, Mouzon und Douzy, Sedan, der Belagerung von Paris, Einnahme von Gifors, Breteuil, La Formerie, Richeville, Peronne, Bussigny, Guise und den Schlachten bei St. Quentin und Bohain teilnahm. Er konnte sich im Kriege aufs beste bewähren und wurde mit dem Ritterkreuz I. Klasse des Albrechtsordens mit der Kriegsdekoration und dem Eisernen Kreuz II. Klasse ausgezeichnet. Er kehrte 1871 wieder in die sächsische Heimat zurück, wurde am 1. Oktober 1871 wieder von seiner Adjutantenposition enthoben und der 3. Eskadron des 2. Reiter-Regiments zugeteilt. Am 7. Januar 1872 avancierte er zum Rittmeister und Eskadronschef der 4. Eskadron im Regiment. Er wirkte die nächsten Jahre weiter im Regiment und erlebte die Umwandlung zum Königlich Sächsischen 2. Husaren-Regiment Nr. 19 „Kronprinz Wilhelm des Deutschen Reiches und von Preußen“. Nach Beförderung zum Major am 1. April 1881 diente er zunächst weiter als Eskadronschef und wurde 1883 als etatsmäßiger Stabsoffizier dem Garde-Reiter-Regiment zugeteilt. Ab 1885 wurde er dann für zwei Jahre beim Generalkommando verwendet und nach Beförderung zum Oberstleutnant am 1. April 1887 als etatsmäßiger Stabsoffizier in das Garde-Reiter-Regiment zurückversetzt. 1899 wurde er als Nachfolger von Generalmajor Schultze zum Regimentskommandeur des 1. Königlich Sächsischen Husaren-Regiment „König Albert“ Nr. 18 ernannt und in dieser Eigenschaft am 20. März 1890 zum Oberst befördert. 1894 wurde er unter Beförderung zum Generalmajor Kommandeur der 3. Kavallerie-Brigade Nr. 32 und gleichzeitig mit der Wahrnehmung der Geschäfte eines Inspekteurs des Remontewesens beauftragt. Sein Nachfolger als Regimentskommandeur wurde Oberstleutnant Adolf von Stralenheim. Im Mai 1896 wurde er unter Genehmigung seines Abschiedsgesuches mit Pension und Erlaubnis zum Tragen der Generalsuniform zur Disposition gestellt. Er wurde nachfolgend unter dem Charakter eines Generalleutnants mit der Wahrnehmung der Geschäfte eines Remonte-Inspekteurs verwendet und trat am 23. September 1911 in den Ruhestand. Er ließ sich während des Ersten Weltkrieges reaktivieren und ließ bei der Ersatz-Eskadron des Garde-Reiter-Regiments junge Pferde für den Dienst zureiten. Er war Stand 1911 alleiniger Träger der Komtur I. Klasse mit Schwertern des sächsischen Verdienstordens.

### Familie
Er heiratete am 26. Juni 1877 Luise Margarete von Böhlau-Döben (* 14. Juni 1851; † 30. Juni 1903). Das Paar hatte einen Sohn:
- Henning Karl Daniel von Hoenning O’Carroll (* 7. August 1881; † 14. Mai 1945), Major a. D.,[3][4] Gutsbesitzer in Gersdorf. Grabdenkmal/Kreuz in Gersdorf.[5]

⚭ 1923 Maria Anna Luise von Böhlau (* 25. Juni 1897; † 21. Oktober 1929); ein Sohn (Carl Otto), zwei Enkel (Benita, Daniel)
⚭ 1931 Irene-Sabine von Nostitz-Wallnitz (* 4. Juli 1902; † 31. Oktober 1977); eine Tochter Lilli, ⚭ Fritz von Buttlar